# Răzvan Kovacs
Răzvan-Marian Kovacs (ur. 13 kwietnia 1996) – rumuński zapaśnik walczący w stylu wolnym. Zajął 25. miejsce na mistrzostwach świata w 2023 roku. 
Siódmy na mistrzostwach Europy w 2021, 2022, 2023 i 2024. Dwunasty w indywidualnym Pucharze Świata w 2020. Wygrał igrzyska frankofońskie w 2023. Wicemistrz Europy juniorów w 2016 roku.